# Luca Santolini
Luca Santolini (ur. 22 lutego 1985 w Borgo Maggiore) – sanmaryński polityk i urzędnik państwowy, od 1 października 2018 do 1 kwietnia 2019 Kapitan regent San Marino wraz z Mirko Tomassonim.

## Życiorys
Ukończył studia ze stosunków międzynarodowych na Uniwersytecie w Bolonii oraz z edytorstwa, mediów i dziennikarstwa na Uniwersytecie w Urbino. Od 2012 zasiada w Wielkiej Radzie Generalnej z ramienia Ruchu Obywatelskiego 10, od 2015 odpowiada z jego ramienia za komunikację. Jest szefem sanmaryńskiej delegacji w Zgromadzeniu Parlamentarnym Organizacji Bezpieczeństwa i Współpracy w Europie. 1 października 2018 rozpoczął półroczne pełnienie funkcji kapitana regenta San Marino.